# Jacques Babinet
Pour les articles homonymes, voir Babinet.
Jacques Babinet, né le 5 mars 1794 à Lusignan (Vienne) et mort le 21 octobre 1872 à Paris, est un mathématicien, physicien et astronome français.

## Biographie

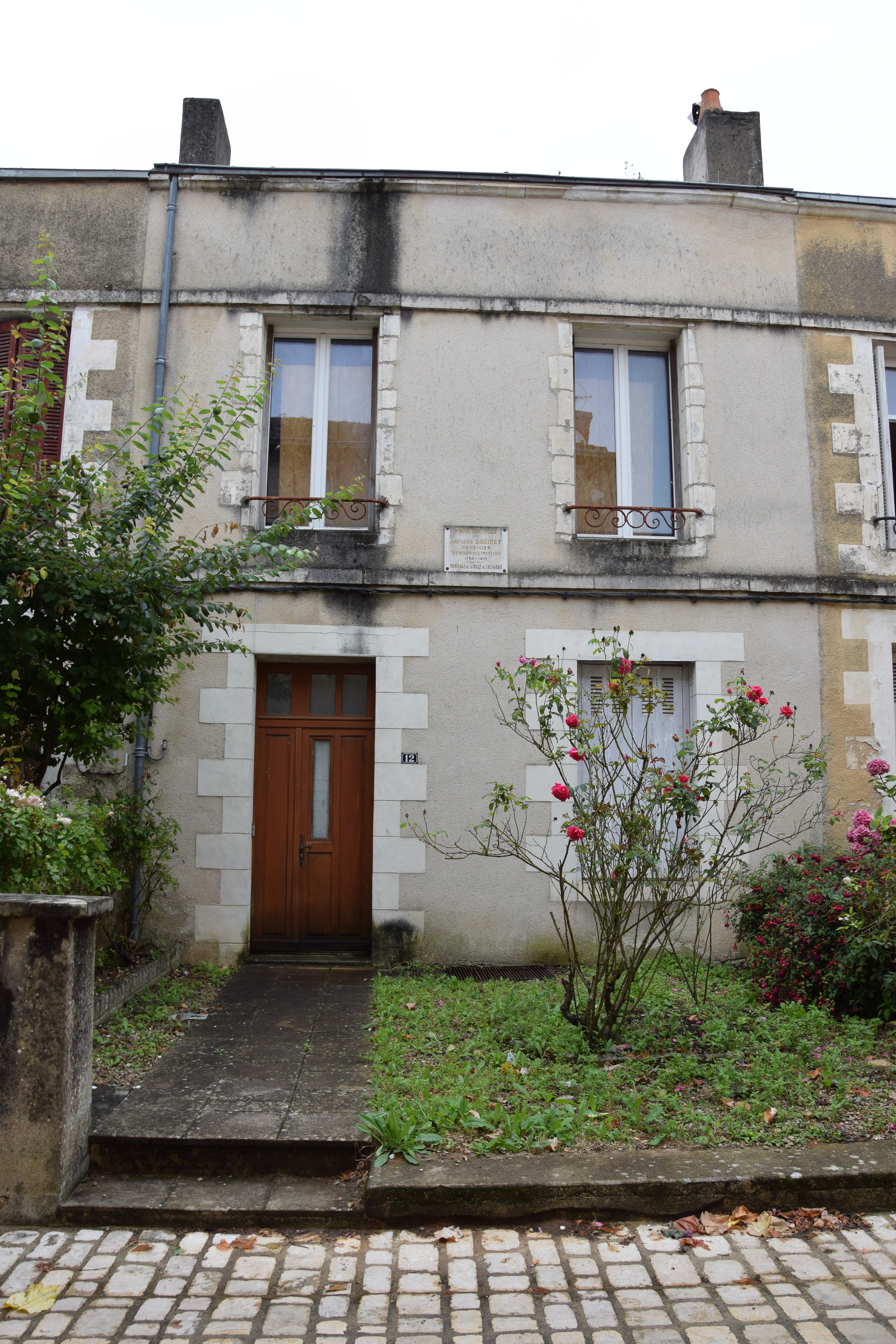
Maison natale.

Il fait ses études à Poitiers avant de venir à Paris en 1811. En 1812, il entre à l'École polytechnique. L’année suivante, il est admis à l’École d'application de l'artillerie et du génie de Metz. Après être devenu officier d’artillerie en 1814, il abandonne la carrière des armes en 1815.
Il devient professeur de mathématiques à Fontenay-le-Comte en 1816. L’année suivante, il obtient son baccalauréat de sciences et devient professeur de physique à Poitiers. En 1820, il devient professeur de physique au collège Saint-Louis de Paris et épouse Adélaïde Laugier (1795-1849) la même année, union dont naîtront deux fils, Charles Babinet (1821-1907) et André-Léon Babinet (1825-1913).
En 1822, il fait paraître avec André-Marie Ampère (1775-1836) un Exposé des nouvelles découvertes sur l’électricité et le magnétisme. En 1828, il succède à Augustin Fresnel (1788-1827) au sein de la Société philomathique de Paris. En 1831, il devient examinateur à l’École polytechnique, d’abord en physique puis en géométrie descriptive. Il est alors fait chevalier de la Légion d'honneur.
Babinet supplée Ampère au Collège de France puis à la Sorbonne. En 1840, il devient membre de l'Académie des sciences. L’année suivante, il devient bibliothécaire au Bureau des longitudes. En 1854, il devient astronome adjoint à l’observatoire de Paris. Il commence à faire paraître en 1855 ses Études et Lectures sur les sciences d’observation. En 1864, il devient membre de la Société d’encouragement pour la locomotion aérienne au moyen d’appareils plus lourds que l’air.
Il publie de nombreux mémoires dans les Annales de physique et de chimie, de 1824 à 1841, et dans les Comptes rendus de l'Académie des sciences, de 1837 à 1865. Il travaille notamment sur la météorologie et invente une machine pneumatique réputée pour son efficacité. Il a également créé le goniomètre, un instrument, qui comme son nom l'indique ("gonio" = angle) permet la mesure des angles dièdres formés par les surfaces d'un prisme. En minéralogie et optique, il sert à mesurer les angles des cristaux.
Babinet a calculé à partir de l'observation d'une étoile de faible luminosité masquée par le passage d'une comète que la queue cométaire est 20 milliards de milliards de fois moins dense que l'air.
Vulgarisateur scientifique actif, Babinet a fait paraître de nombreux articles dans Le Constitutionnel, le Journal des débats et La Revue des deux Mondes. De même, il fait de nombreux exposés, notamment à l'Athénée, tant sur les sciences que sur les avancées techniques de son temps.
Il fut également ami et d'une aide précieuse pour Jules Verne, lors de la rédaction de Vingt mille lieues sous les mers, où ils purent échanger autour de données scientifiques concernant le sous-marin et ainsi rendre son existence plausible dans son récit.
Son travail a fait l'objet d'une série de caricatures de Daumier.

## Œuvres scientifiques
Le compensateur de Babinet est un instrument de mesure de la biréfringence. Il fut également l'inventeur d'un goniomètre, d'un polariscope, d'un photomètre  et du robinet à trois voies (encore utilisé aujourd'hui pour des expériences de chimie).
Il a permis de grandement perfectionner la communication télégraphique en préconisant de mettre une enveloppe isolante autour des câbles sous-marins.

## Œuvres

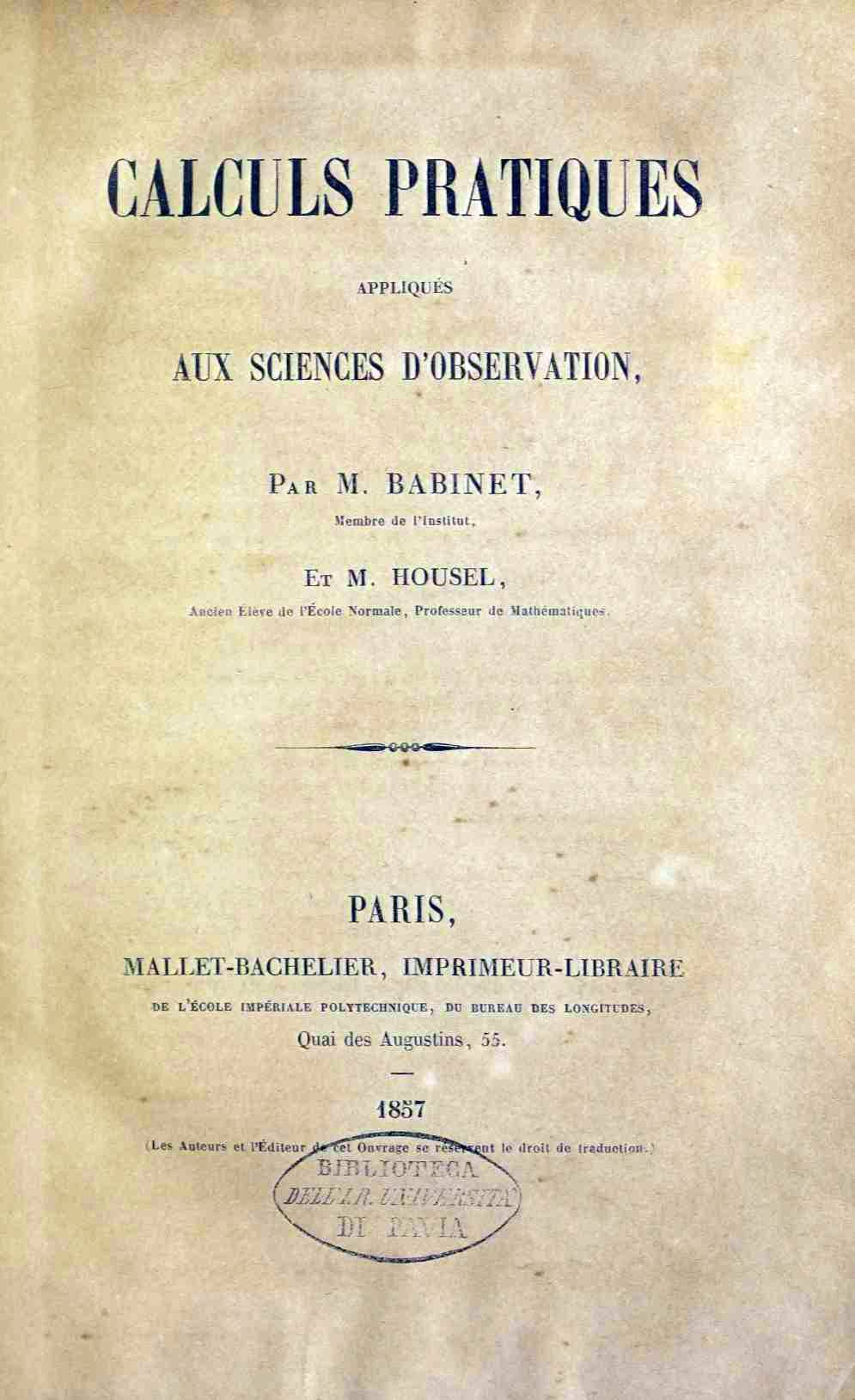
Calculs pratiques appliqués aux sciences d'observation, 1857

- Études et lectures sur les sciences d'observation et leurs applications pratiques, vol. 2, Paris, Mallet-Bachelier, 1856 (lire en ligne)
  - Études et lectures sur les sciences d'observation et leurs applications pratiques, vol. 3, Paris, Mallet-Bachelier, 1857 (lire en ligne)
  - Études et lectures sur les sciences d'observation et leurs applications pratiques, vol. 5, Paris, Mallet-Bachelier, 1858 (lire en ligne)
  - Études et lectures sur les sciences d'observation et leurs applications pratiques, vol. 6, Paris, Mallet-Bachelier, 1860 (lire en ligne)
  - Études et lectures sur les sciences d'observation et leurs applications pratiques, vol. 7, Paris, Mallet-Bachelier, 1863 (lire en ligne)
  - Études et lectures sur les sciences d'observation et leurs applications pratiques, vol. 8, Paris, Mallet-Bachelier, 1868 (lire en ligne)
- Calculs pratiques appliqués aux sciences d'observation, Paris, Mallet-Bachelier, 1857 (lire en ligne)

## Source
- J. Dhombres (dir.) et Hughes Chabot, « Jacques Babinet : un savant vulgarisateur », Aventures scientifiques. Savants en Poitou-Charentes du XVIe au XXe siècle, Poitiers, Les éditions de l’Actualité Poitou-Charentes,‎ 1995, p. 16-29 (ISBN 978-2-91132-000-2).